# Petite-Pologne
 (février 2009).
Si vous disposez d'ouvrages ou d'articles de référence ou si vous connaissez des sites web de qualité traitant du thème abordé ici, merci de compléter l'article en donnant les références utiles à sa vérifiabilité et en les liant à la section « Notes et références ».
Pour les articles homonymes, voir Petite-Pologne (homonymie).
La Petite-Pologne (en polonais : Małopolska, en latin : Polonia Minor) est une des régions historiques de Pologne. Située au Sud-Est du territoire de l'actuelle république de Pologne, elle avait une superficie triple de celle de la voïvodie qui aujourd'hui porte ce nom. Sa capitale est Cracovie.
Le nom de province de Petite-Pologne (de 1369 à 1772) était donnée à une région encore plus vaste, couvrant plus du tiers de la république des Deux Nations.

## Toponymie
Le nom de Petite-Pologne provient d'une habitude polonaise. Lorsqu'un nouveau village est situé près d'un plus ancien, le nouveau prend le nom de l'ancien précédé du terme petit, l'ancien village étant lui-même précédé de grand. Le même mécanisme s'applique ici aux deux régions historiques de Pologne. Le terme Petite-Pologne signifie donc Nouvelle Pologne (constituée à la fin du Xe siècle), par opposition à l'ancienne (datant du début du Xe siècle). Le terme Petite-Pologne apparaît tout d'abord sous la forme latine de Polonia Minor à partir de 1493 alors que celui de Grande-Pologne (Polonia Maior), plus ancien, date de 1242.

## Géographie

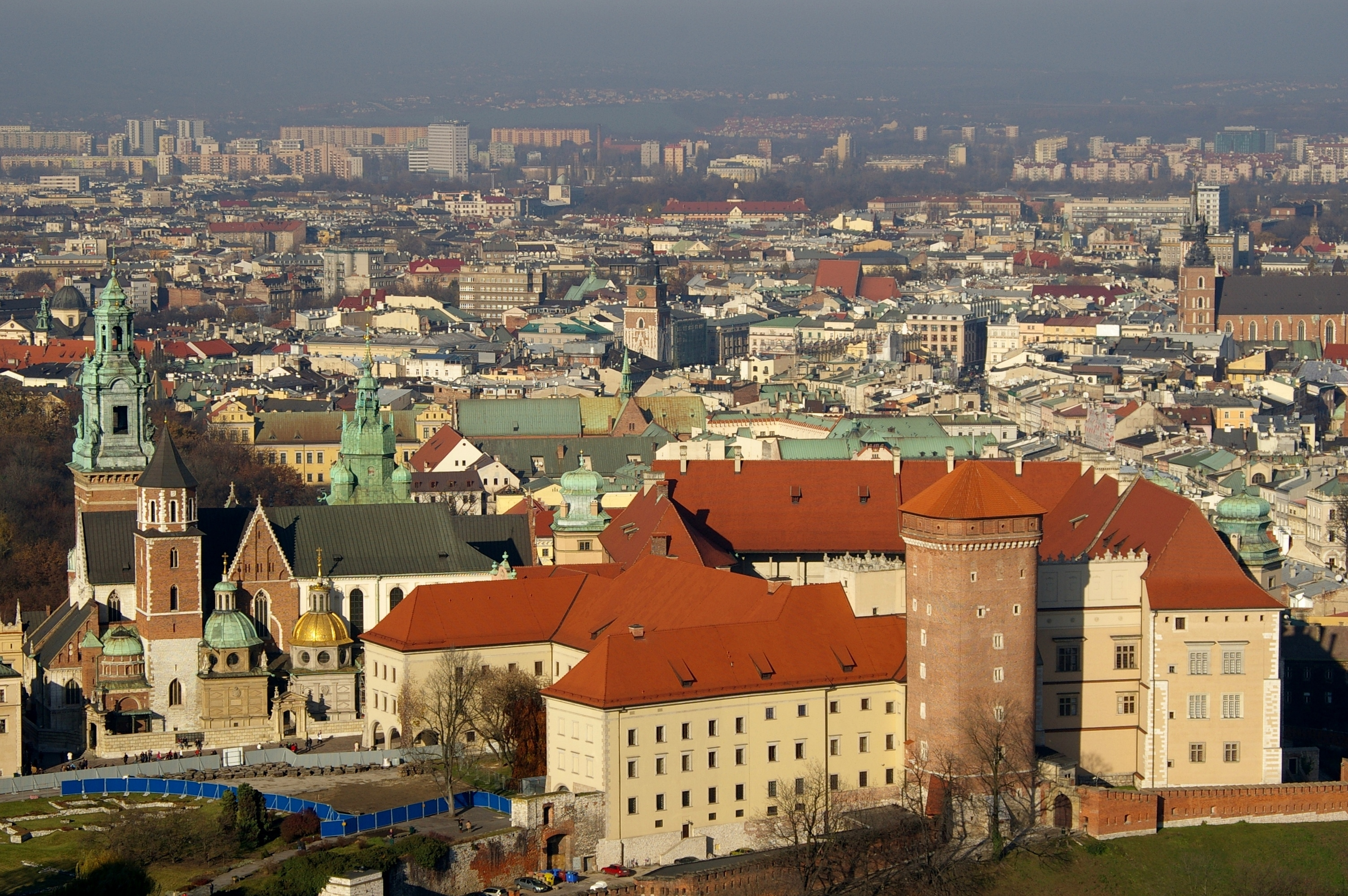
Le château du Wawel à Cracovie.

La Petite-Pologne est située dans le Sud de la Pologne, autour des villes de Cracovie et Tarnów. Elle occupe le bassin supérieur de la Vistule et rassemble un vaste ensemble de hautes terres. Elle comprend les monts Sainte-Croix, une petite partie des hautes terres polonaises, la vallée de Sandomierz et les hautes terres de Lublin. Elle s'étire depuis les Carpates orientales au sud jusqu'aux rivières Pilica et Wieprz au nord. Elle est bordée par la Mazovie et le pays de Radom au nord, la Silésie à l'ouest et la frontière avec la voïvodie ruthène à l'est.
Elle était plus grande que le territoire de la voïvodie actuelle, recouvrant également la voïvodie des Basses-Carpates, la voïvodie de Sainte-Croix, la voïvodie de Lublin et la partie orientale de la voïvodie de Silésie.

## Histoire
Vers la fin du IXe siècle, le « Géographe bavarois » ainsi que Wulfstan de Hedeby mentionnent une région sur la Vistule peuplée des Vislanes. Elle fait à cette époque partie de la principauté slave de Grande-Moravie sous le règne de Svatopluk Ier. La forteresse de Cracovie est probablement la résidence d'un chef tribal converti au christianisme sous l'influence de Cyrille et Méthode. Les habitants sont appelés Kr[a]k[a]r dans le livre de Josippon en 953 et K[a]rākō par le voyageur espagnol Ibrahim ibn Ya'qub vers 965.
Passé l'épisode de Grande-Moravie, la région est sous la domination du duc Boleslav Ier de Bohême et appartient au diocèse de Prague fondé en 973. Selon le Dagome Iudex rédigé vers 991, elle ne fait pas partie de la seigneurie de Gniezno (Schinesghe) dans la future Grande-Pologne, le terrain est néanmoins conquis par le duc de Pologne Mieszko Ier peu de temps après. Le diocèse de Cracovie aurait été créé un peu avant l'an 1000 et attribué à l'archidiocèse de Gniezno.
La résidence à Gniezno, où le duc Boleslas Ier le Vaillant rencontre l'empereur Otton III en 1000 et est couronné premier roi de Pologne, est détruit au cours de l'invasion du duc Bretislav Ier de Bohême en 1039. La ville de Cracovie devient ensuite la nouvelle capitale du royaume de Pologne sous le règne des Piast.
Le royaume de Pologne de 1138 à la mort de Boleslas Bouche-Torse subit une période de « démembrement territorial » : afin d'éviter des guerres fratricides, Boleslas prévoit dans son testament le partage de la Pologne en cinq duchés, confiés à ses fils. L'autorité suprême est censée revenir à l'aîné, qui porte le titre de princeps ou senior et siège à Cracovie. Par cette mesure, le duché de Cracovie (księstwo krakowskie) est créé, situé dans la région de Petite-Pologne au Sud du pays. Le duché gouverné par les ducs princeps de la dynastie Piast perdure jusqu'en 1320, pendant que la situation ne tarde pas à dégénérer et la succession au trône de Pologne est disputée entre les descendants de Boleslas III pendant près de deux siècles, affaiblissant considérablement le pays. 

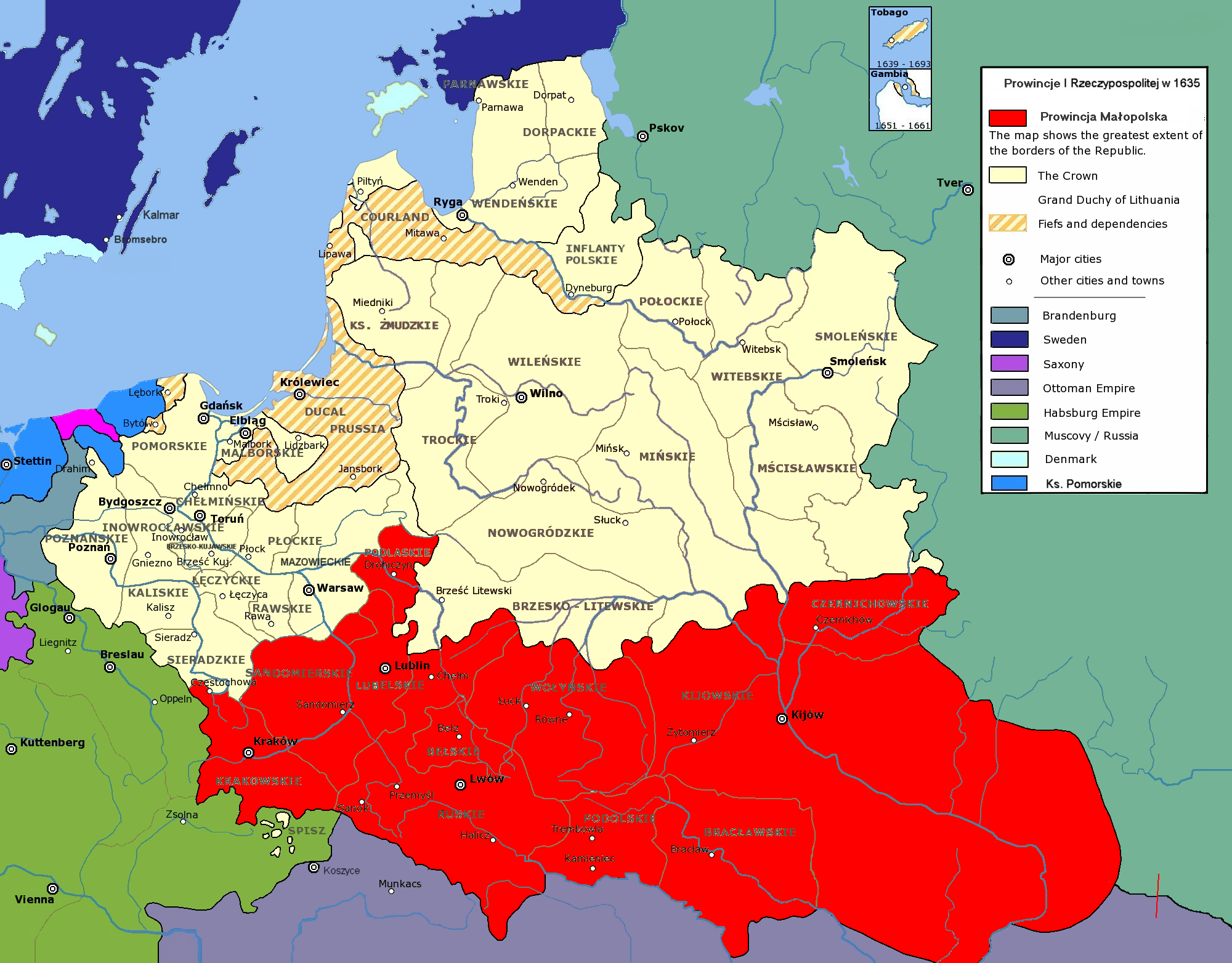
La province de Petite-Pologne au sein de la république des Deux Nations (1635).

En 1319, le duc Ladislas Ier a réuni suffisamment de territoires pour être reconnu roi de Pologne par ses voisins. Il est ainsi couronné à Cracovie le 20 janvier 1320. À l'époque de la république des Deux Nations (Rzeczpospolita), à partir de l'union de Lublin en 1569, le territoire de l'ancien duché autour de Cracovie, Sandomierz et Lublin fait partie de la province plus vaste de Petite-Pologne, comprenant également les possessions ruthéniennes, notamment la voïvodie ruthène, la voïvodie de Bracław et la voïvodie de Kiev à l'est.
Au cours du premier partage de la Pologne en 1772, la Petite-Pologne passe à la monarchie de Habsbourg, puis à l'empire d'Autriche. La partie sud est incorporée dans le royaume de Galicie et de Lodomérie ; la partie nord autour de Lublin, temporairement une partie du duché de Varsovie, va au royaume du Congrès sous tutelle russe en 1815. À la fin de la Première Guerre mondiale, le traité de Versailles permet la renaissance de la Pologne, sur la base du royaume de Pologne (ancien royaume du Congrès), ainsi que la restitution de la plupart des territoires qui lui avaient été enlevés au XVIIIe siècle par les empires allemand et austro-hongrois.

## Administration
Les principales villes de la région sont : Cracovie, Lublin, Częstochowa, Rzeszów, Kielce, Jaworzno, Dąbrowa Górnicza, Będzin, Sandomierz, Sosnowiec, Tarnów, Krosno, Nowy Sącz, Tarnobrzeg, Sanok, Wieliczka, Bochnia, Radom, Zakopane, Bielsko-Biała, Łuków et Siedlce.

## Patrimoine
L'architecture de bois (plus particulièrement des églises) de Petite-Pologne fait partie du patrimoine mondial de l'UNESCO.

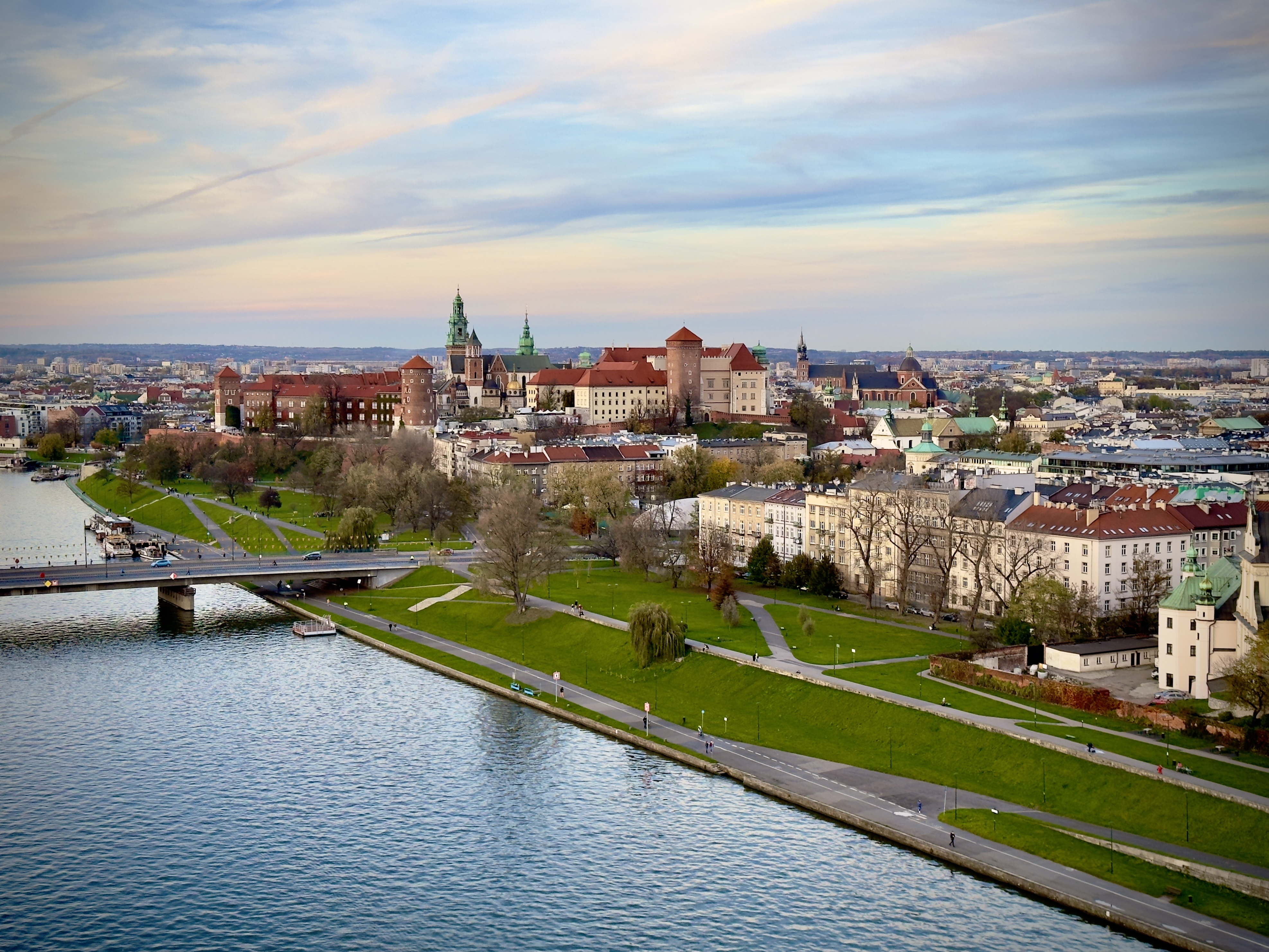
Centre historique de Cracovie
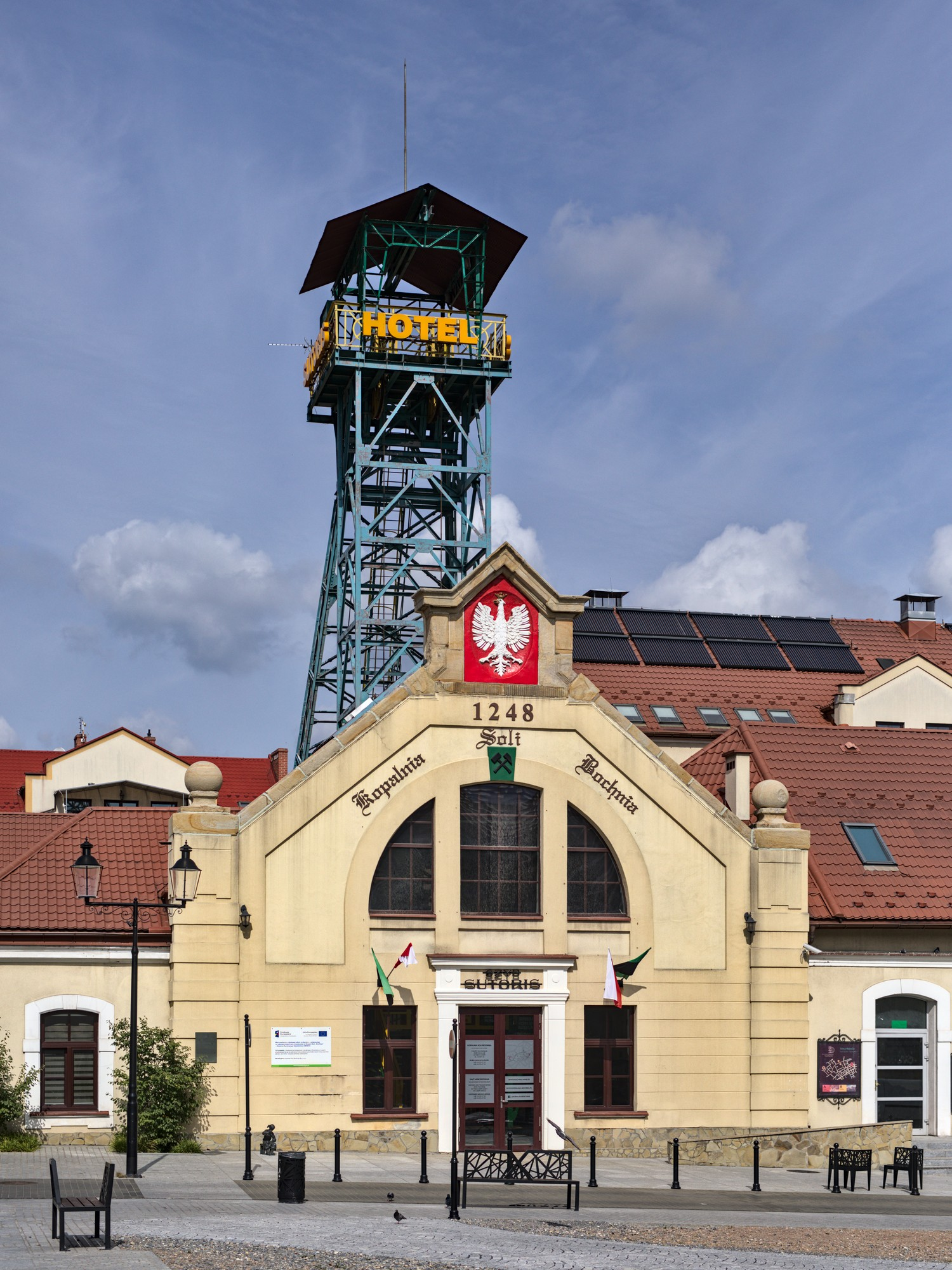
Mines de sel de Bochnia.
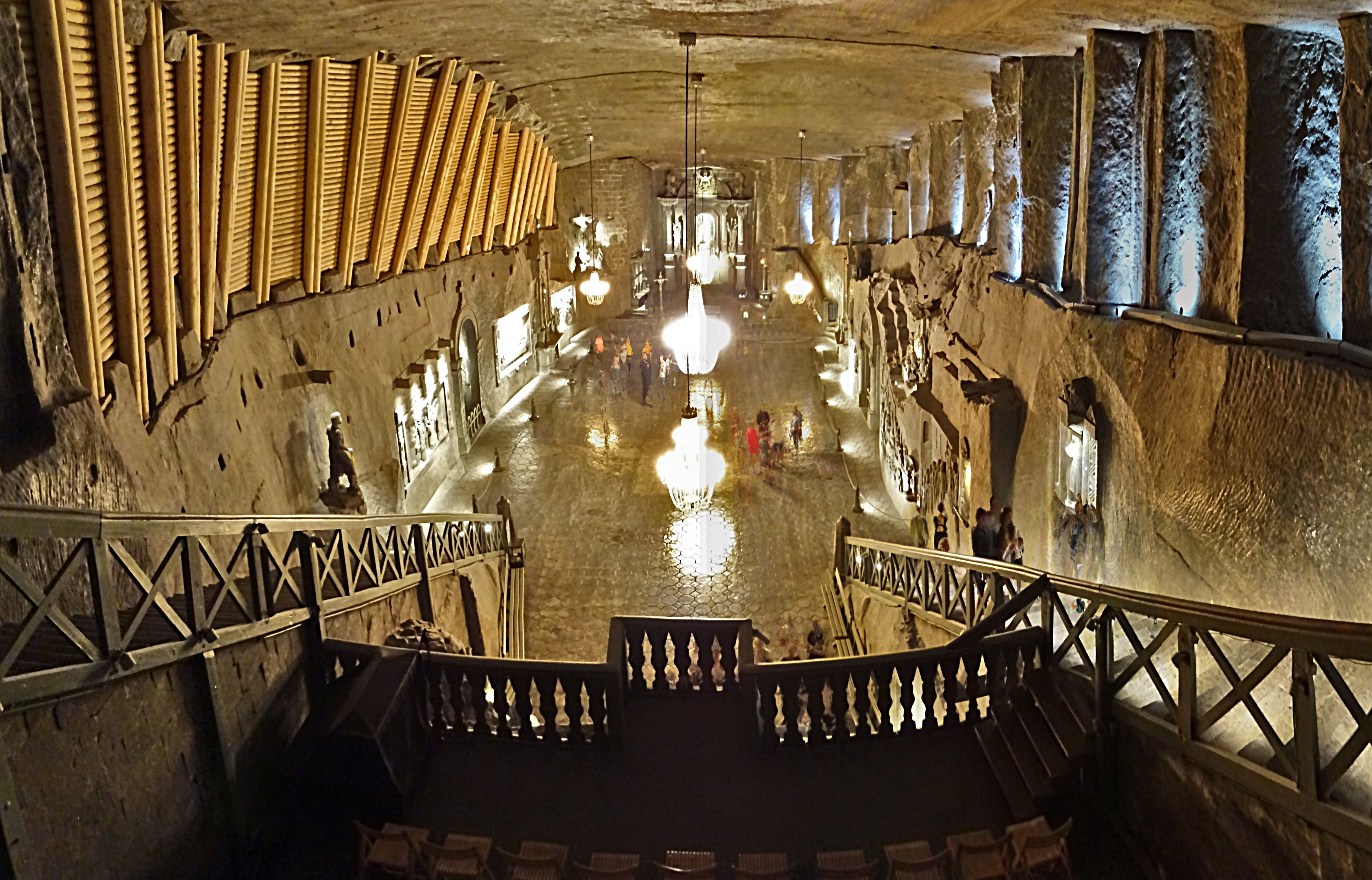
Mines de sel de Wieliczka.
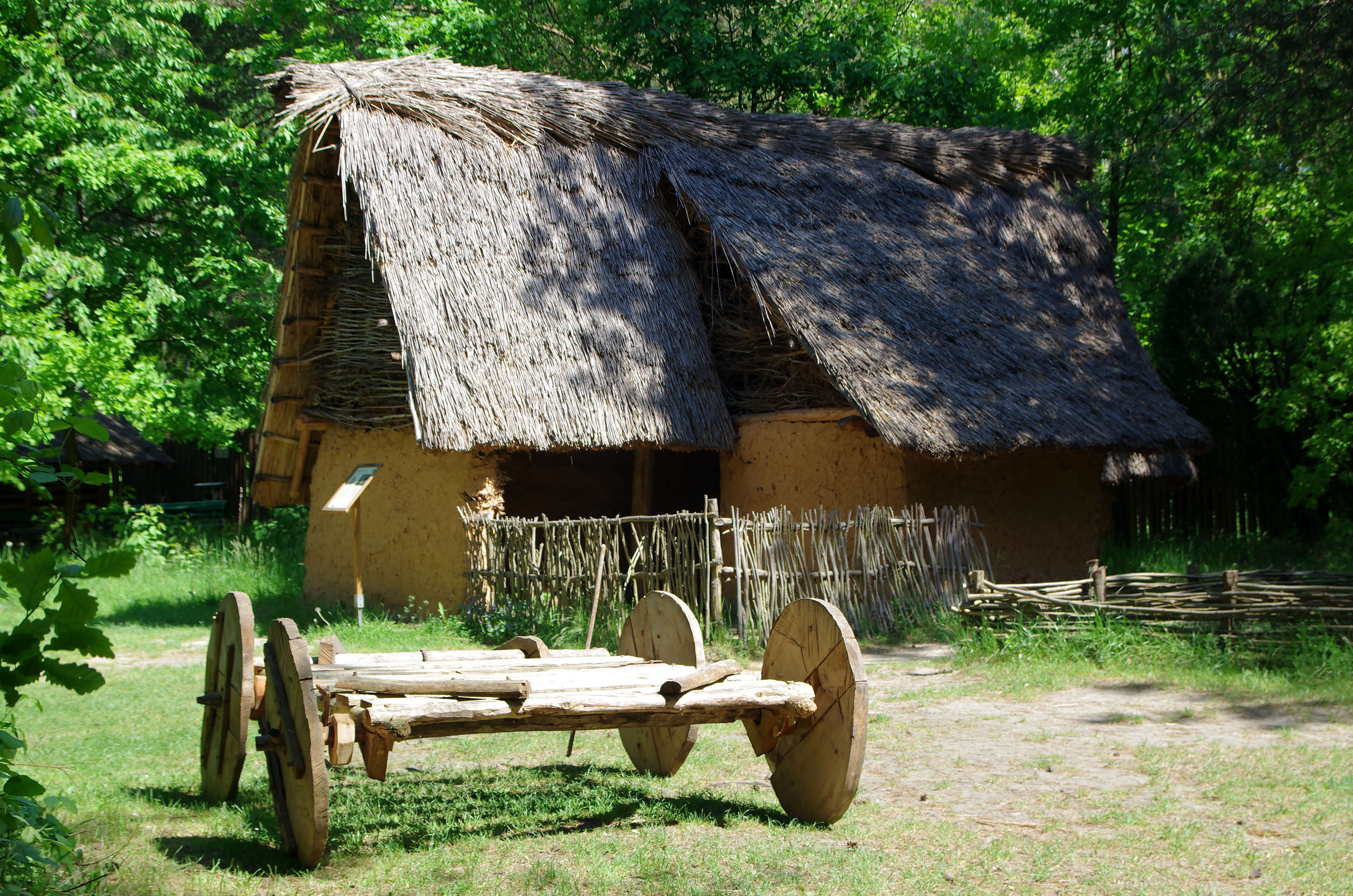
Région minière préhistorique de silex rayé de Krzemionki.
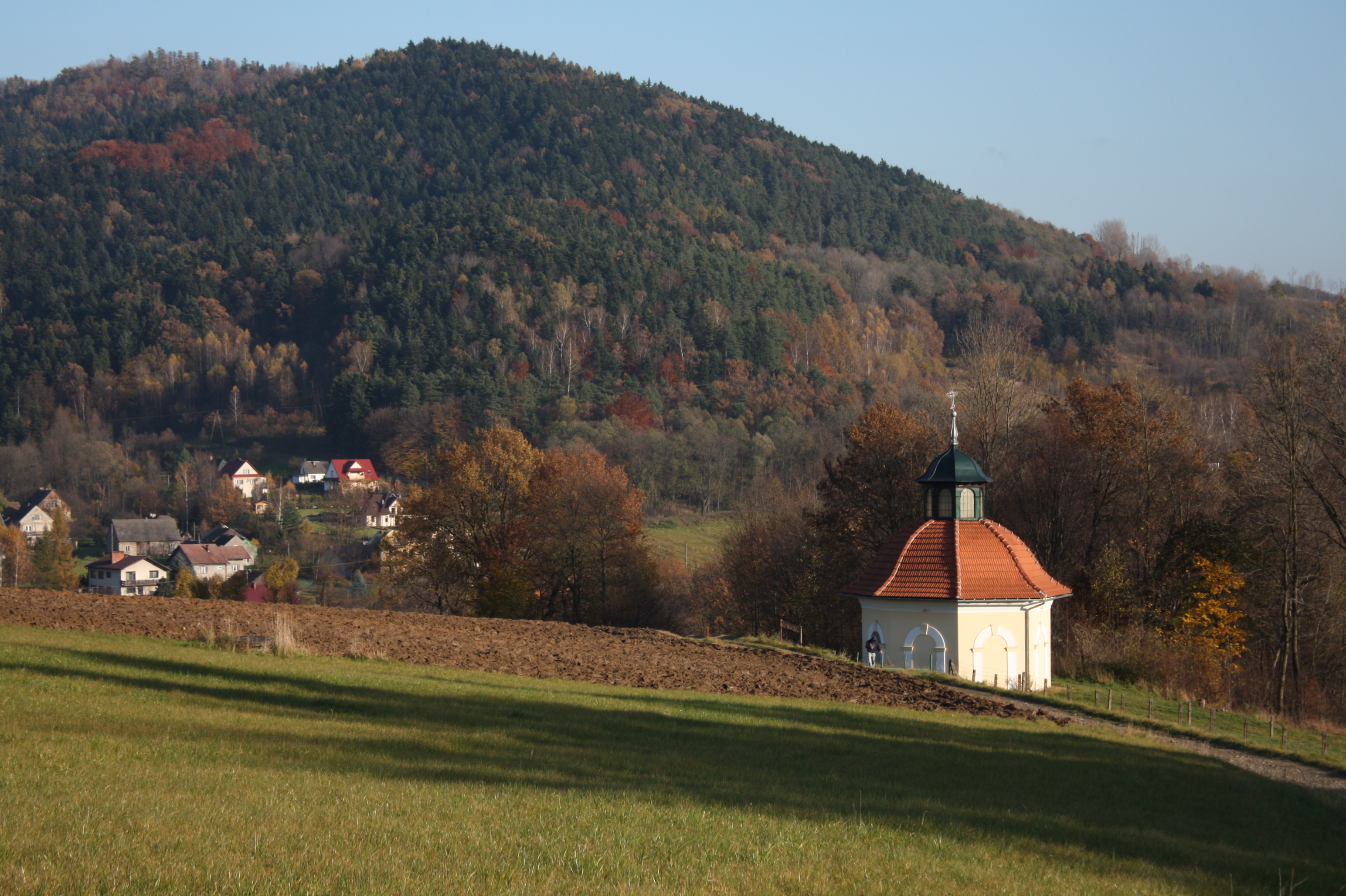
Sanctuaire de Kalwaria Zebrzydowska.
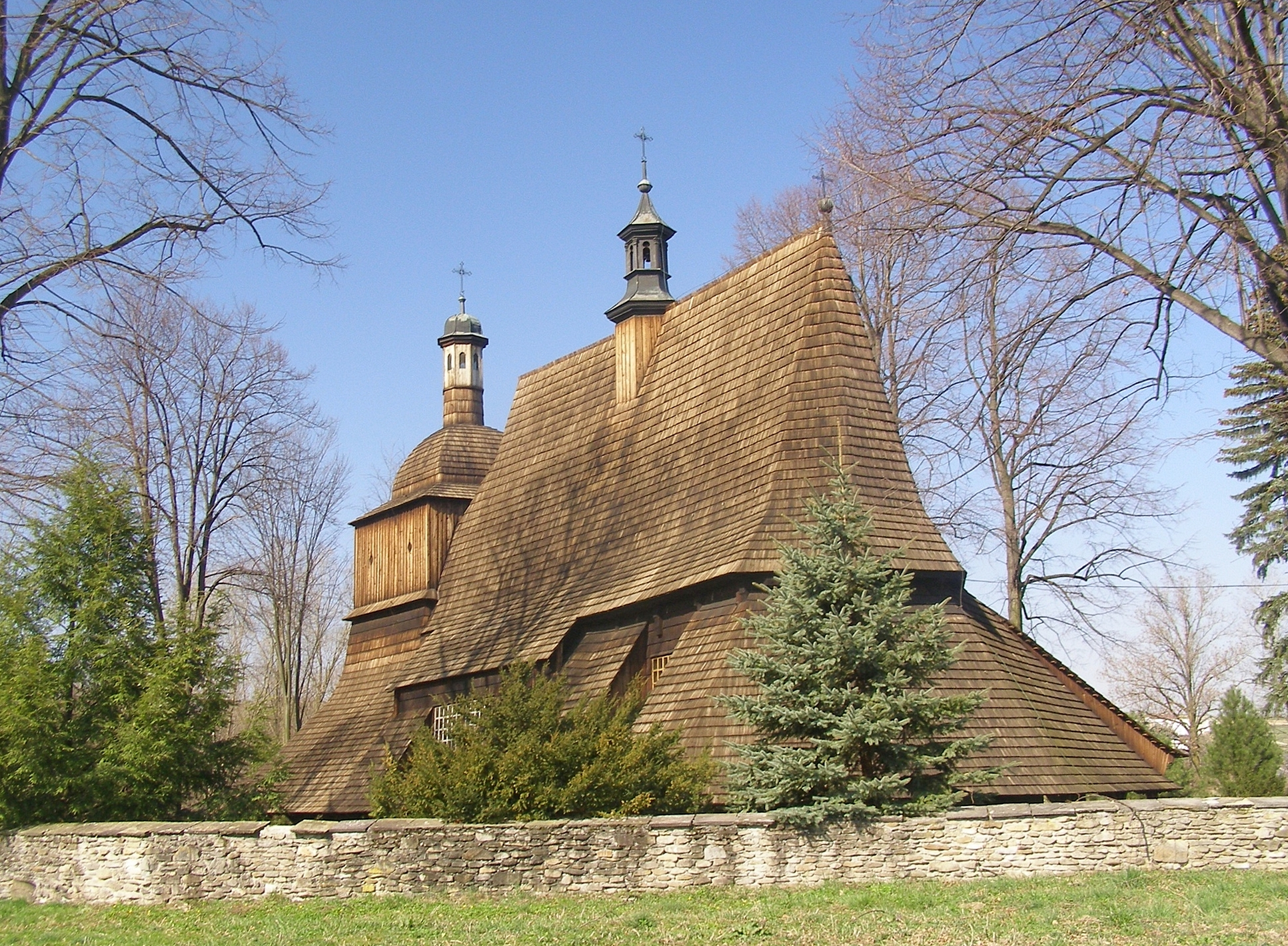
Églises en bois du sud de la Petite Pologne.
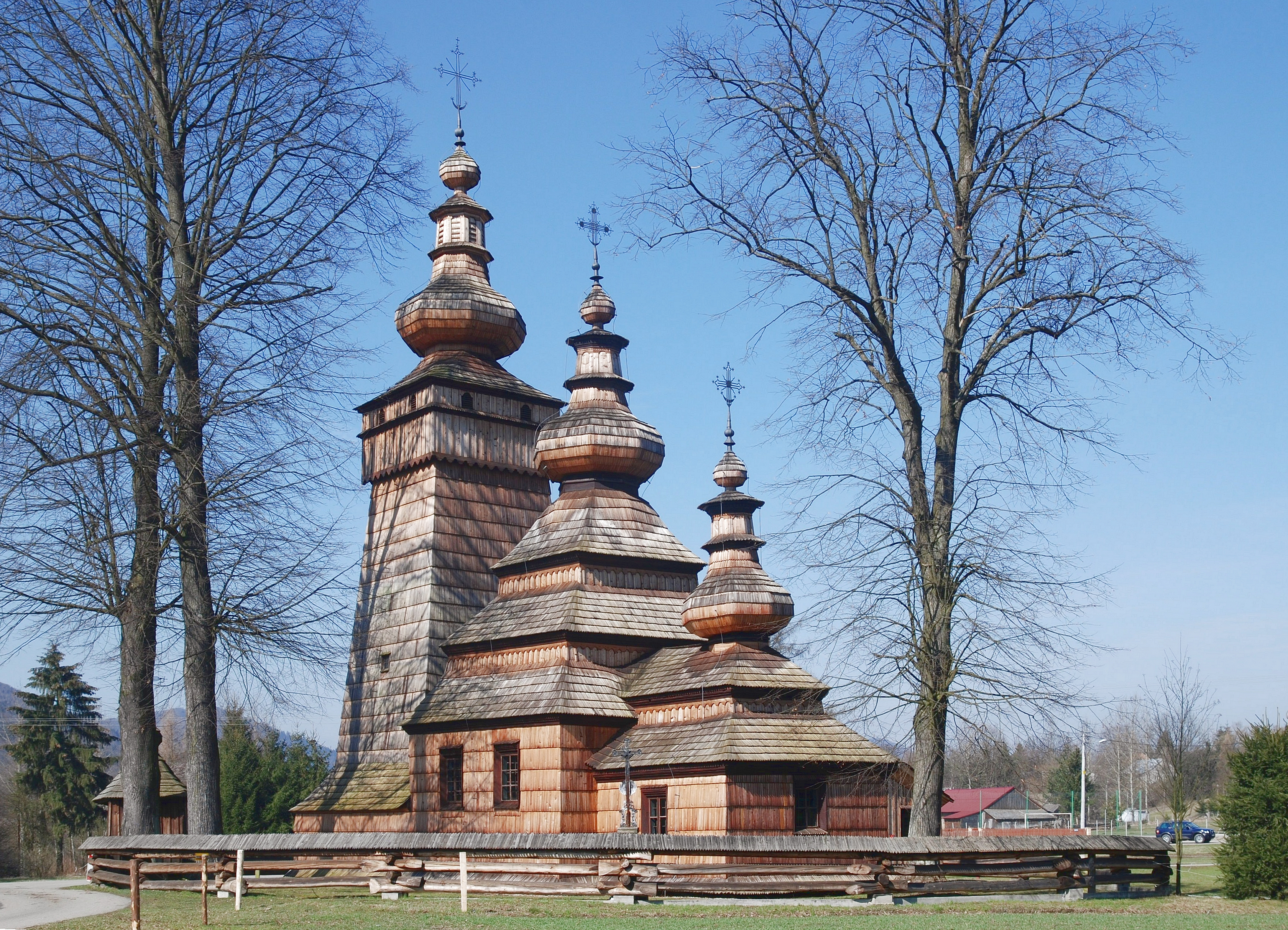
Tserkvas en bois de la région des Carpates en Pologne et en Ukraine.